# Сан-Витале
Базилика Сан-Витале (св. Виталия, итал. Basilica di San Vitale) — раннехристианская базилика в Равенне (Италия), важнейший памятник византийского искусства в Западной Европе. В 1996 году в составе раннехристианских памятников Равенны включена в число объектов Всемирного наследия ЮНЕСКО. Выделяется среди восьми раннехристианских памятников Равенны совершенством своих византийских мозаик, которые не имеют равных за пределами Константинополя.

## История
Базилика была заложена в 527 году равеннским епископом Экклезием после его возвращения из Византии, где он вместе с папой Иоанном I выполнял дипломатическую миссию по поручению Теодориха Великого. Храм был освящён в честь раннехристианского мученика святого Виталия Медиоланского, чьё изображение помещено в конхе апсиды. Строительство велось на средства греческого ростовщика Юлиана Аргентария (Серебряника), который финансировал также строительство базилики Сант-Аполлинаре-ин-Классе. Освящение совершил 19 апреля 548 года епископ Максимиан. Всё внутреннее мозаичное убранство церкви было создано одновременно в 546—547 годах; различия в стиле академик В. Н. Лазарев объясняет участием в работе разных мастеров.
В XIII веке к южной стене церкви пристроена колокольня и реконструированы деревянные перекрытия аркад. Масштабная реконструкция храма проводилась в XVI веке: ввиду подъёма грунтовых вод был повышен на 80 см уровень пола, обновлён пресбитерий, убраны деревянные хоры, перестроены внутренний дворик (1562 год) и южный портал здания. В 1688 году землетрясением была разрушена колокольня XIII века, восстановленная в 1696—1698 годах.
В 1780 году купол ротонды и подкупольные ниши, не имевшие при строительстве церкви каких-либо украшений, были расписаны фресками работы болонцев Бароцци и Гандольфи и венецианца Гуараны (итал. Jacopo Guarana).

## Особенности архитектуры

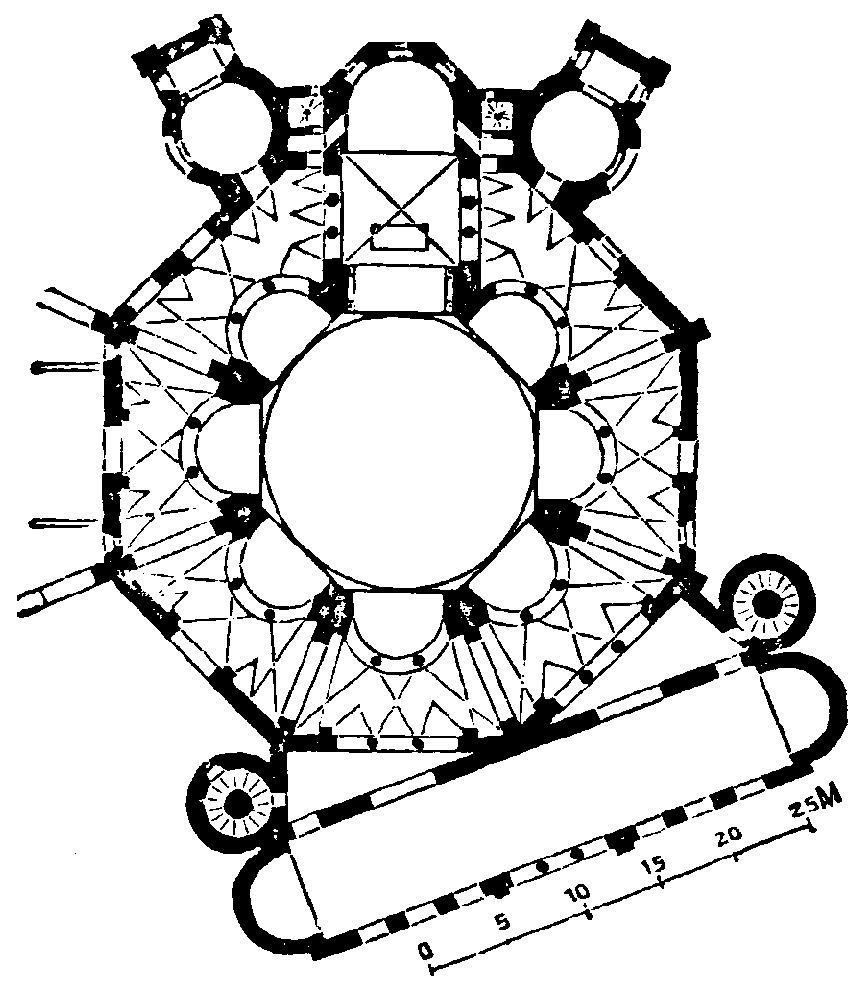
План базилики

Базилика построена в форме восьмиугольного мартирия византийского типа, близкого по архитектуре к церкви Сергия и Вакха в Константинополе. Наружные стены не имеют каких-либо декоративных элементов и расчленены вертикальными и горизонтальными контрфорсами. Здание увенчано гранёным барабаном купола. Архитектура Сан-Витале сочетает элементы классического римского зодчества (купол, порталы, ступенчатые башни) с византийскими веяниями (трёхлопастная апсида, узкие кирпичи, трапециевидные капители, так называемая подушкообразная капитель — пульван, или пульвино, и т. д.). Низ внутренних стен базилики облицован мрамором, наборный пол украшен геометрическим орнаментом.

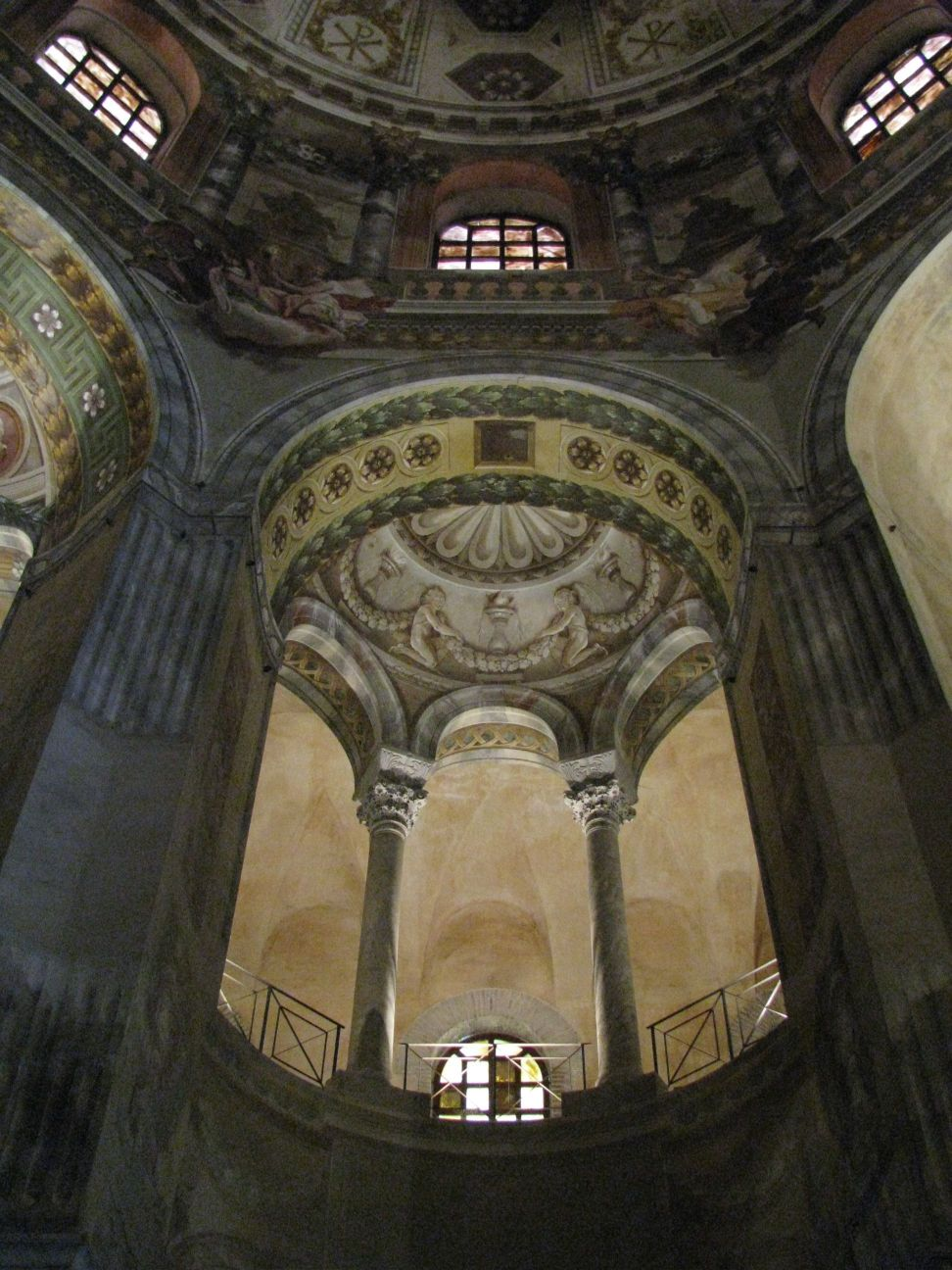
Аркада ротонды

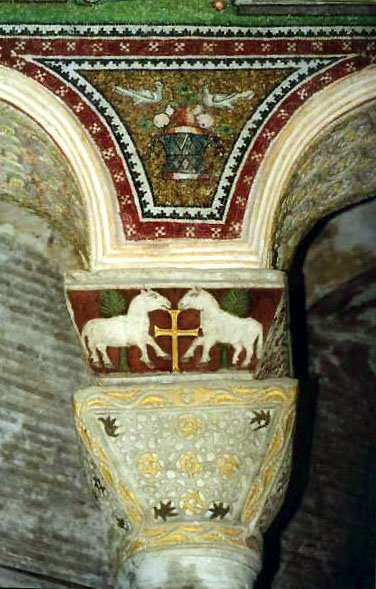
Мозаичное украшение капители

Конструкцию здания поддерживают восемь центральных опор, на которых держится купол диаметром 16 метров. Для уменьшения бокового давления куполу придана конусообразная форма. Купол воздвигнут из лёгкого материала — вдетых друг в друга глиняных труб, закреплённых одна над другой в становящихся всё более узкими горизонтальных кольцах. Опорные столбы образуют в центре храма ротонду, на втором ярусе которой расположены хоры. В промежутки между столбами ротонды помещены полукруглые двухэтажные аркады, расположенные по дугам, выгнутым к внешним стенам. Благодаря описанному устройству внутренняя часть церкви кажется залитой светом, а окружающие её галереи искусственно погружены в мистическую полутьму, что сразу же обращает внимание входящего на мозаики апсиды и пресбитерия. Использование данного архитектурного решения привело к достижению следующего пространственного эффекта:

Выступающие за кольцо подкупольных столбов высокие аркады открывают центральное пространство глазам посетителя сразу же, как только он входит в церковь. Ещё находясь во внешнем обходе, он чувствует, что высоко поднятый купол словно вбирает в себя всё внутреннее пространство храма. При взгляде же из центра храма аркады воспринимаются как ещё одно кольцо опор, находящееся между столбами и внешними стенами и зрительно увеличивающее интерьер. Наконец, пространственный эффект усиливается своеобразной формой столбов, объём которых не воспринимается зрителем.

Перед апсидой, освещённой тремя высокими окнами, круговой обход ротонды прерывается пресбитерием, который окружён двухэтажными аркадами. Алтарь вынесен за пределы апсиды в пресбитерий, а в ней установлена стационарная мраморная кафедра. Капители аркады пресбитерия выполнены в форме ажурных корзинок и украшены изображением креста, помещённого между двумя агнцами. Такое оформление, однако, разрушает тектоническую природу ордера.
К числу особенностей Сан-Витале следует отнести и необычное устройство нартекса, расположенного здесь под углом к основной оси здания, проходящей через пресбитерий. Причины такого устройства нартекса не установлены. По мнению исследователей, архитектор мог таким образом сохранить память о ранее существовавших на месте храма часовнях, теснее включить в основной объём здания две лестничных башни или просто создать, помимо основного входа по оси здания, ещё один в боковой части церкви.
Базилика в Равенне послужила образцом для архитектуры Каролингского возрождения в целом и, в частности, для её центрального произведения — дворцовой капеллы в Ахене. Филиппо Брунеллески изучал конструкцию купола Сан-Витале при разработке проекта первого европейского купола Нового времени (флорентийский собор Санта-Мария-дель-Фьоре). Особенно он отметил то, что для облегчения купола равеннской церкви вместо наполнителя использовались полые глиняные сосуды.

## Внутреннее убранство
Рабы сквозь римские ворота 

Уже не ввозят мозаик. 

И догорает позолота 

В стенах прохладных базилик.

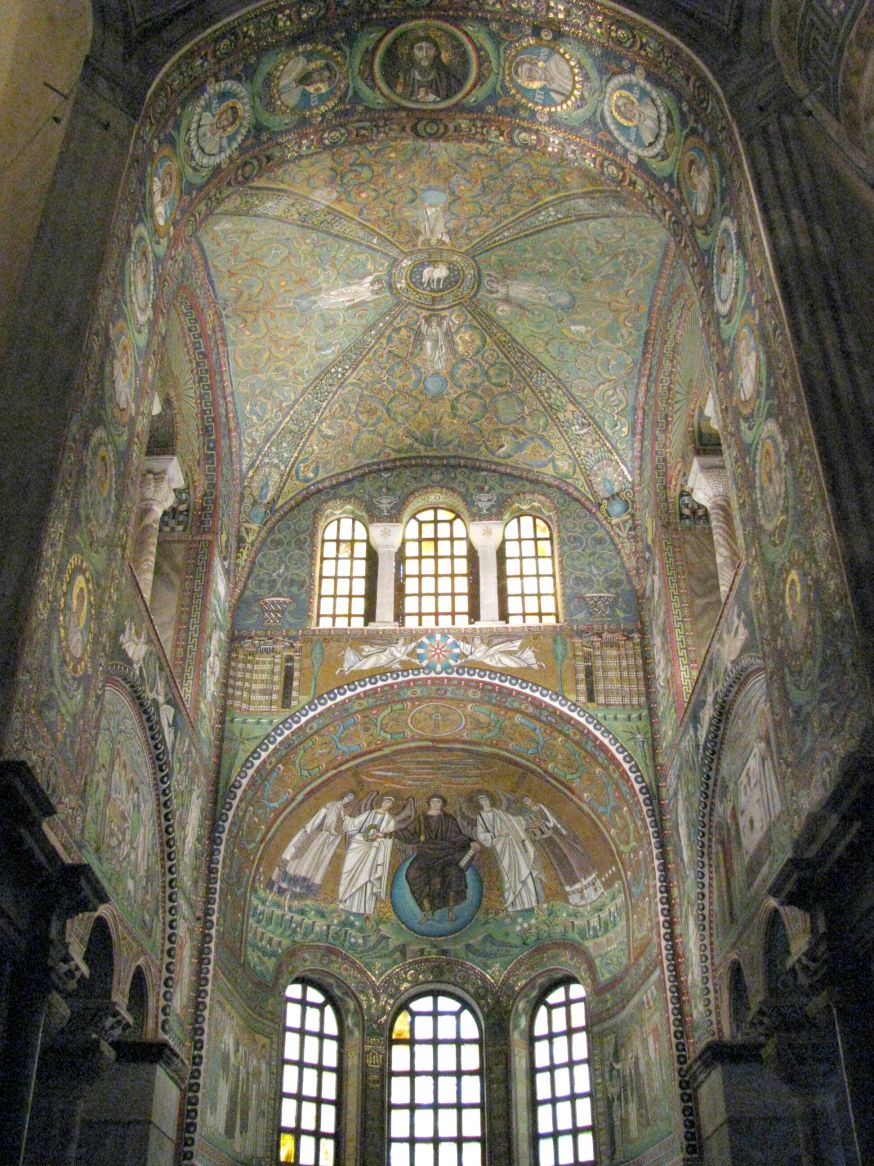
Мозаичное убранство базилики

Основное пространство базилики украшено мраморной инкрустацией, а вогнутые поверхности апсиды (аркады, своды, конха) стены (вимы) пресбитерия покрыты византийской мозаикой. Мозаики Сан-Витале были призваны продемонстрировать западному миру могущество и безупречный вкус византийского императора Юстиниана во время недолгого владычества византийцев в Италии.
Мозаики Сан-Витале являются редким для Европы образцом раннехристианской монументальной живописи, созданной в технике византийской мозаики. Особую значимость представляют прижизненные портреты императора Юстиниана и его супруги Феодоры.
С помощью мозаики мастера смогли подчеркнуть архитектурные элементы базилики и акцентировать символическую связь элемента конструкции и нанесённого на неё изображения:

Мозаики, которые покрывают весь этот интерьер за исключением цоколя, прекрасно выявляют конструктивный смысл архитектуры. Люнеты, распалубки, стены, арки, ниши и своды эффектно выделены различными типами декора. Так, рёбра крестового свода усилены растительными гирляндами, в то время как фигуры ангелов, олицетворяющих мощь несущих конструкций, поддерживают центральный медальон.
— Отто Демус. Мозаики византийских храмов
В боковых галереях находятся несколько раннехристианских саркофагов. Наиболее примечателен мраморный саркофаг V века, несколько переделанный в середине VI века, в котором, как гласят греческая и латинская надписи на крышке, был погребён равеннский экзарх Исаак. На боковых сторонах саркофага можно увидеть барельефы, изображающие поклонение волхвов, воскрешение Лазаря, Даниила во львином рву и крест с двумя павлинами.

### Мозаики апсиды
- Конха апсиды

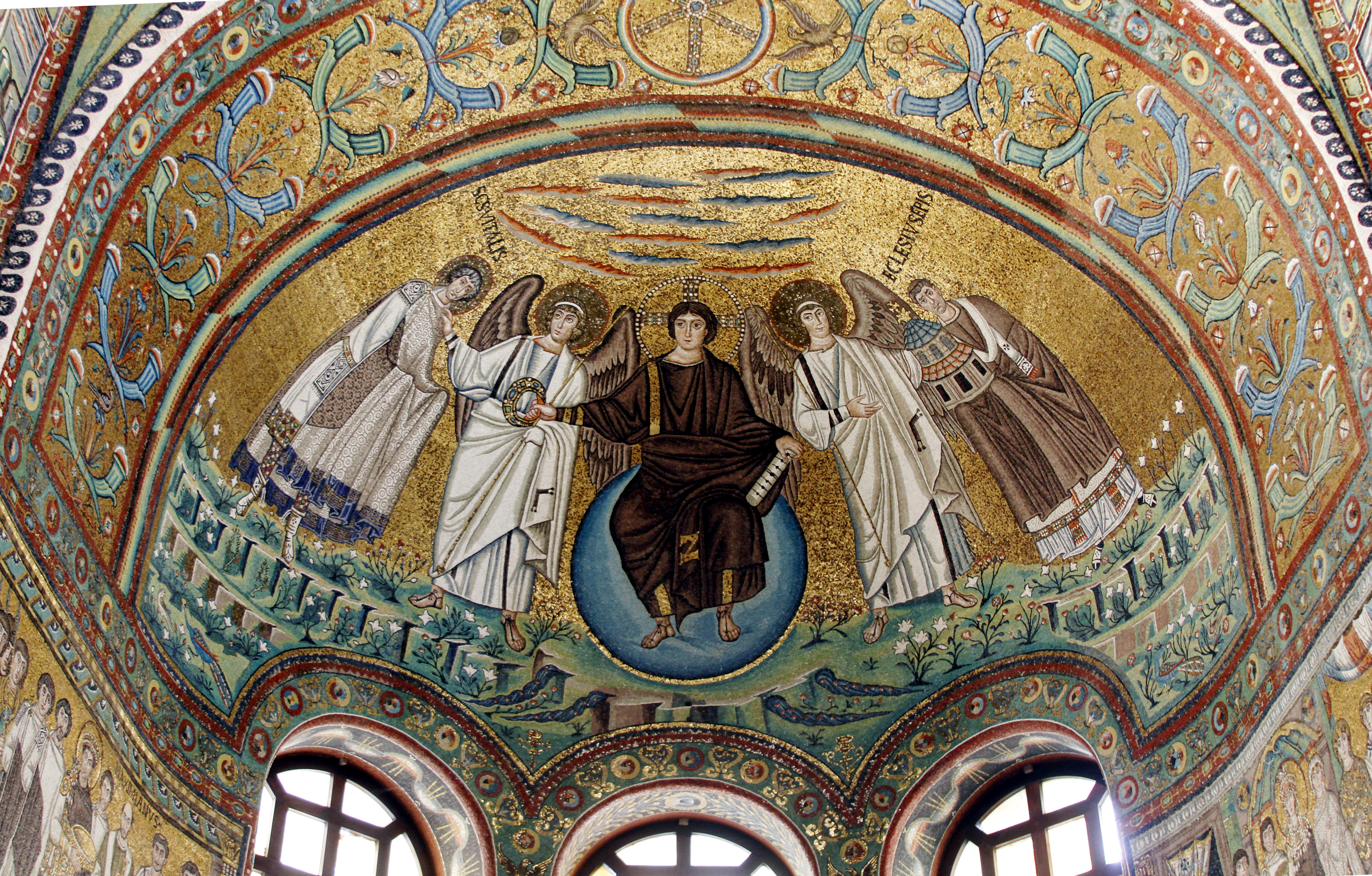
Мозаика конхи

Конха украшена мозаикой, представляющей Иисуса Христа в образе юноши с крестчатым нимбом, который восседает на лазоревой небесной сфере в окружении двух ангелов. В одной руке Христос держит свиток, опечатанный семью печатями (Откр. 5:1), а другой протягивает мученический венец славы святому Виталию, которого подводит к нему ангел. Второй ангел представляет Иисусу равеннского епископа Екклезия, подносящего в дар макет основанной им базилики св. Виталия.
Из-под ног Иисуса вытекают и струятся по каменистой земле, поросшей лилиями, четыре реки Эдема: Фисон, Гихон, Хиддекель и Евфрат. Эта деталь прославляет Иисуса как источник воды живой (Откр. 21:6) и роднит равеннское изображение с мозаикой монастыря Латому (Греция), созданной в этот же период.
В. Н. Лазарев отмечает, что мозаика конхи является одной из самых тонких по исполнению, отличается подчёркнуто симметричной композицией и торжественным характером. По его мнению, над её созданием работали мозаичисты, знавшие византийское искусство в его столичных вариантах. Вместе с тем мозаики апсиды обнаруживают и типично византийскую неподвижность фигур: все персонажи изображены анфас, стоя. Даже участники двух процессий будто остановились на мгновение, чтобы показать себя в стационарном положении и позволить зрителю полюбоваться их особами.
- Нижний уровень апсиды

На боковых стенах апсиды по сторонам от окон расположены мозаичные портреты, изображающие императора Юстиниана и его супругу Феодору в окружении вельмож, придворных дам и священнослужителей. Это исторические портреты, созданные лучшими равеннскими мастерами на основе столичных образцов (В. Н. Лазарев считает, что это были «царские портреты, рассылавшиеся в провинции Византийской империи для копирования»). Эти композиции — символ триумфа императора, вернувшего Равенну под византийский патронат.

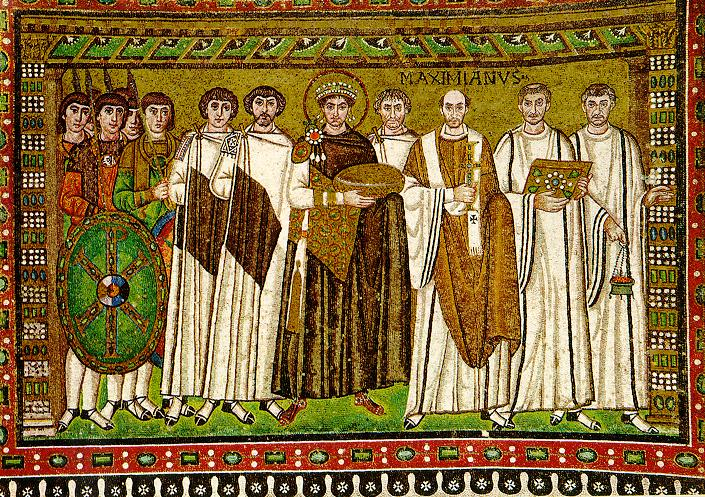
Император Юстиниан со свитой
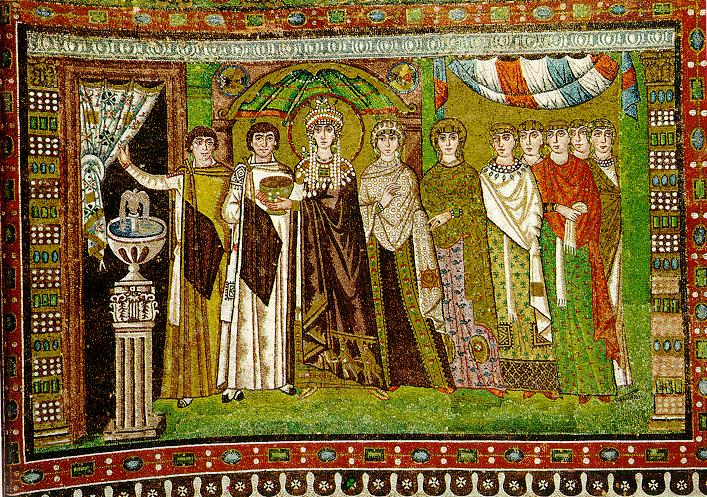
Императрица Феодора со свитой

Император с супругой изображены как донаторы, приносящие в дар церкви драгоценные литургические сосуды. Выполненные как фриз изображения отличаются фронтальной композицией и однообразием поз и жестов. При этом мастера смогли изобразить императорскую семью с индивидуальными чертами лиц в образе идеальных правителей, а сама композиция передаёт движение двух процессий по направлению к алтарю.
- Юстиниан I

Император Юстиниан приносит в дар церкви патену; он изображён, как и все другие фигуры, во фронтальной позе. Его голова, увенчанная диадемой, окружена нимбом, что отражает византийскую традицию отмечать таким образом царствующую особу.

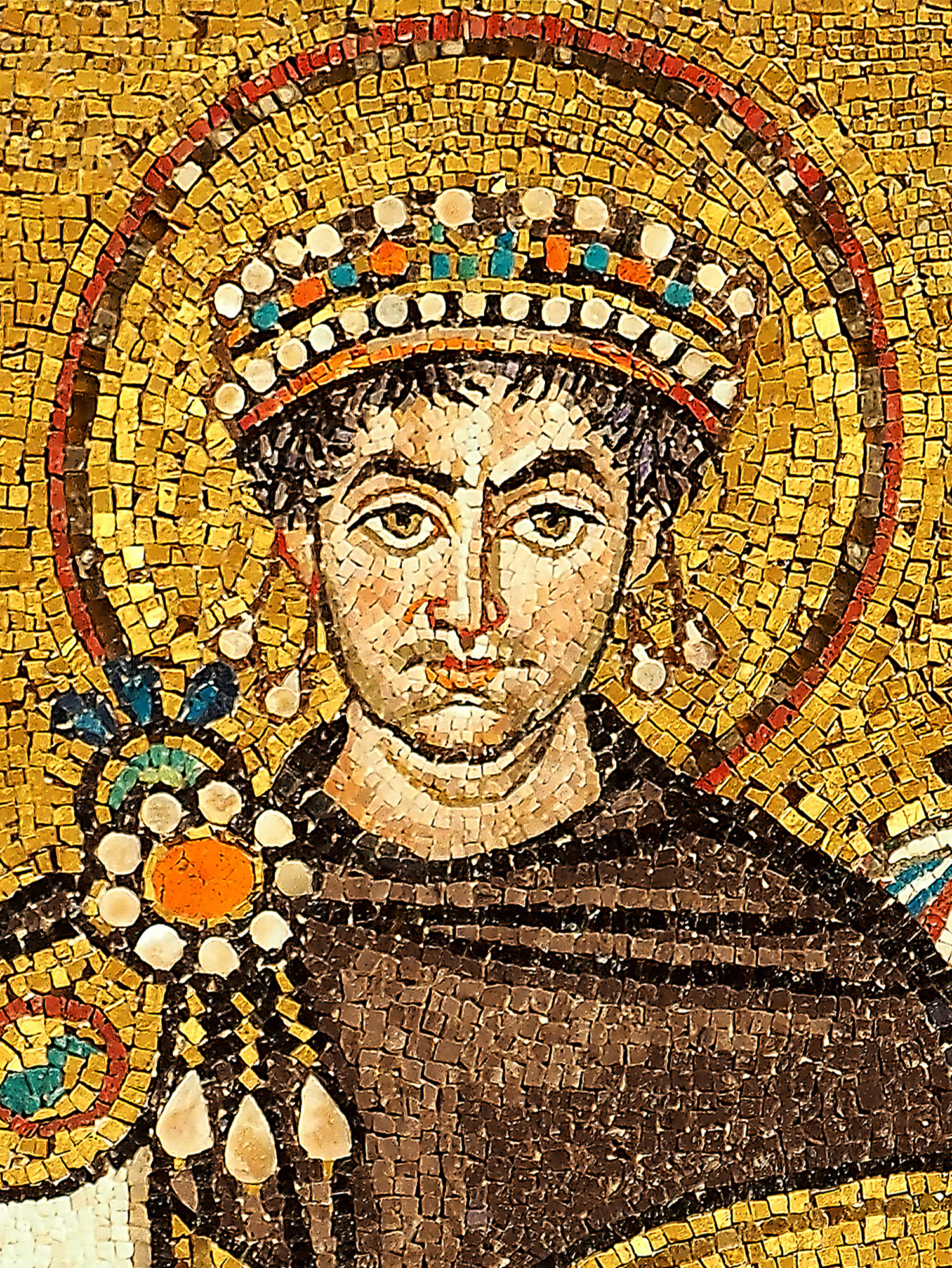
Император Юстиниан

По сторонам от Юстиниана стоят придворные и священнослужители. Среди них выделяются пожилой человек в одежде сенатора (единственный во втором ряду; по одной из версий, это ростовщик Юлиан Аргентарий, финансировавший строительство базилики, по другой — полководец Велисарий, по третьей — praefectus praetorio (префект претория), то есть должностное лицо, представлявшее особу императора в день освящения храма), епископ Максимиан с крестом в руке и два диакона (один держит Евангелие, а другой — кадило). На этой мозаике Юстиниан и Максимиан изображены как авторитарные представители светской и церковной власти, поэтому их фигуры занимают доминирующее место, а над головой епископа даже помещена надпись: Maximianus. Если портрет Юстиниана является, скорее всего, копией с официальных изображений, рассылаемых по всей империи, то портреты Максимиана и персонажа, стоящего во втором ряду, выделяются характерными чертами, позволяющими предположить знакомство мозаичиста с оригиналами.
| Роскошные одеяния дали возможность мозаичистам развернуть перед зрителем всё ослепительное богатство их палитры — начиная от нежных белых и пурпуровых тонов и кончая ярко-зелёными и оранжево-красными. Особой тонкости исполнения они достигли в лицах четырёх центральных фигур, набранных из более мелких кубиков. Это позволило им создать четыре великолепных по остроте характеристики портрета, в которых, несмотря на ярко выраженные индивидуальные черты, есть и нечто общее: особая строгость выражения и печать глубокой убеждённости. |

- Феодора

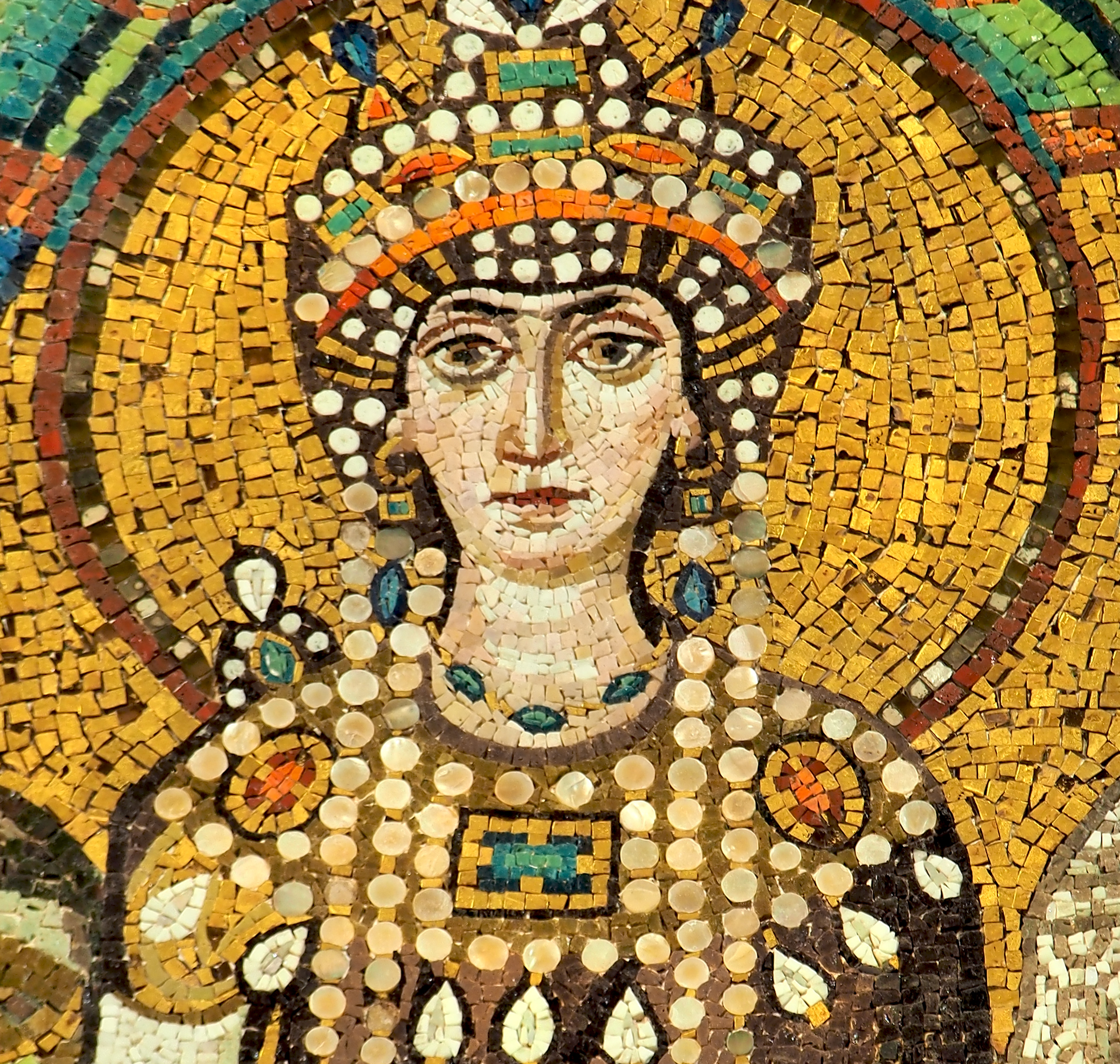
Императрица Феодора

Императрица изображена стоящей в нарфике; перед ней два телохранителя, один из которых отодвигает завесу перед дверью. В руках Феодоры дар, поднесённый церкви — золотой потир. Голова увенчана диадемой и окружена нимбом, на плечах тяжёлое ожерелье. Подол плаща украшает сцена поклонения волхвов, что является намёком на подношение самой Феодоры. Фигура царицы (единственная из всех остальных) обрамлена нишей с конхой, которую А. Альфёльди рассматривает как «нишу прославления». Группу придворных дам, идущую за Феодорой, возглавляют две женщины, чьи изображения наделены портретными чертами (предположительно, Антонина и Иоаннина — жена и дочь полководца Велисария). Лица остальных придворных дам стереотипны.
| И здесь роскошные византийские одеяния дали мозаичистам повод блеснуть изысканными колористическими решениями. Особенно красивы краски на трёх центральных женских фигурах. Их лица набраны из более мелких и более разнообразных по форме кубиков, что облегчило передачу портретного сходства. Лица остальных придворных дам, как и лица стражи в мозаике с Юстинианом, носят стереотипный характер и маловыразительны. В них высокое искусство уступает место ремеслу и рутине. |

### Триумфальная и входная арки

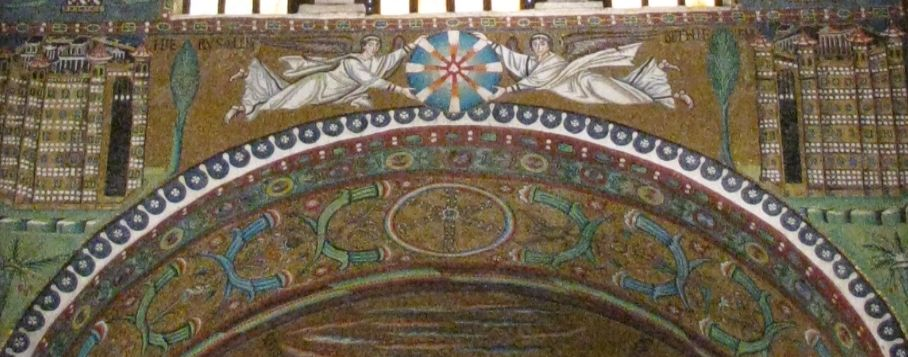
«Триумфальная арка»

В раннехристианской базилике арка, обрамляющая конху апсиды, по причине богатого декора получила название триумфальной. Триумфальная арка Сан-Витале украшена мозаикой с изображением семи пар рогов изобилия в окружении цветов и птиц. Около верхней пары рогов помещены изображения императорских орлов, а между ними — монограмма Иисуса Христа. Наружная сторона арки, обращённая в пресбитерий, украшена изображением двух ангелов, возносящих медальон с крестом. Они изображены между двумя центрами христианского паломничества — Иерусалимом и Вифлеемом.

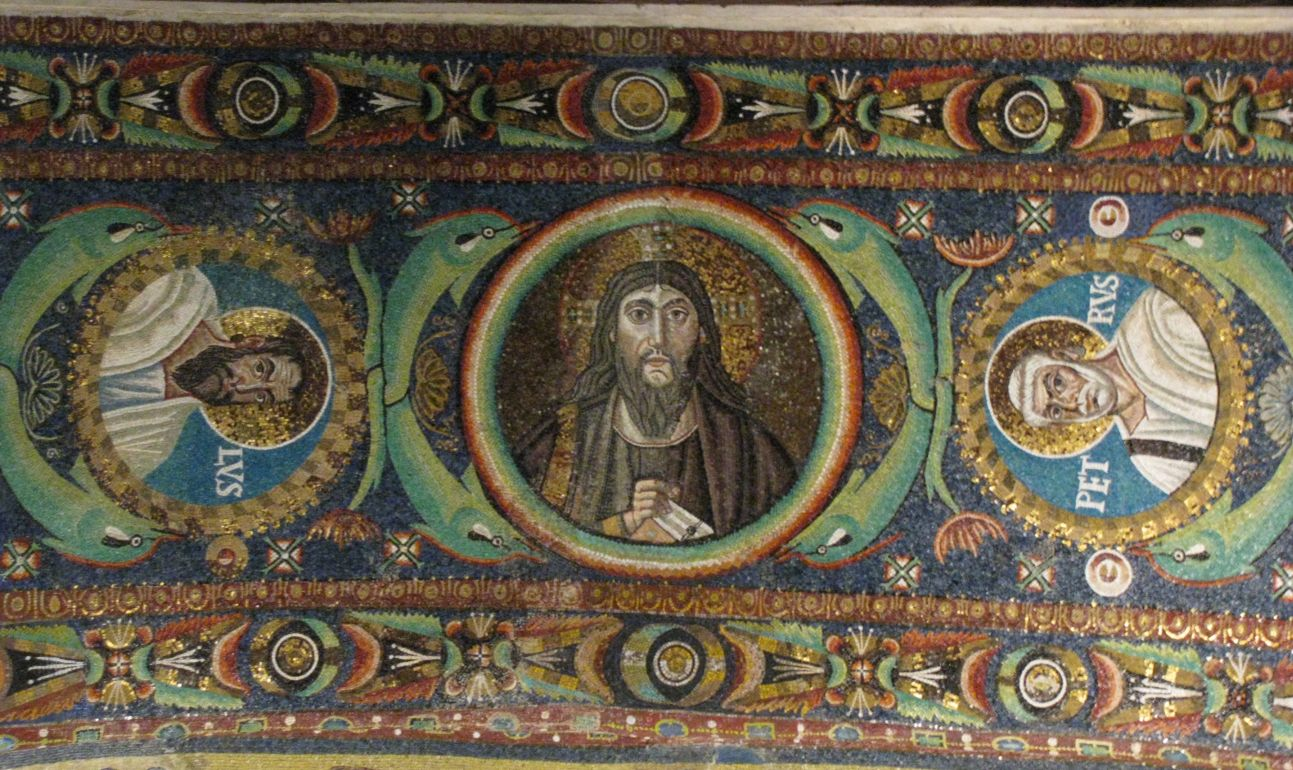
Входная арка

На склонах входной арки пресбитерия расположены 14 медальонов (по 7 на каждой стороне) с полуфигурами апостолов и святых, а в замке арки — медальон с ликом Христа. Медальоны разделяются парами дельфинов. По направлению слева направо, если смотреть из основного пространства храма, на медальонах представлены: мученик Гервасий; апостолы Фаддей, Матфей, Варфоломей, Иоанн Богослов, Андрей Первозванный, Пётр; Христос; апостолы Павел, Иаков, Филипп, Фома, Иаков Алфеев, Симон Кананит, мученик Протасий. Таким образом, кроме двенадцати апостолов, на арке изображены двое святых — Гервасий и Протасий, которых традиция называет сыновьями святого Виталия. Помещение их в один ряд с апостолами показывает, с одной стороны, связь Равенны с Миланом, где были обретены их мощи, и напоминает, с другой стороны, о мистическом участии этих святых в победе над арианством. Лицам апостолов приданы индивидуальные черты: так, апостол Андрей изображён со всклокоченными волосами и широко раскрытыми глазами.

### Пресвитерий
Вимы пресвитерия разделены на три мозаичных регистра: стены, верхнюю галерею и свод. Художественное исполнение мозаик пресвитерия гораздо грубее по сравнению с мозаикой апсиды. Вероятно, они были созданы другими мозаичистами, работавшими в местной традиции. Вместе с тем в мозаиках пресвитерия нет статичности мозаик апсиды: персонажи стоят, сидят; к зрителям они обращены анфас, в профиль, вполоборота; на смену золотому фону апсиды пришли пейзажи. Тематика мозаик посвящена символическому содержанию идеи жертвы Христовой, которая раскрывается через ветхозаветные образы в соответствии с литургической трактовкой таинства Евхаристии.
Академик В. Н. Лазарев отмечает, что мозаики пресвитерия частично пострадали от грубых реставраций. Они отличаются сложной символикой, характерной для убранства константинопольских церквей. Это позволяет ему сделать вывод, что «иконографическая программа этих мозаик восходит к византийским источникам». В мозаиках пресвитерия особо выделяется художественное исполнение пейзажей — скалистые уступы, похожие на обломки кристаллов, раскрашены яркими тонами (голубой, зелёный, лиловый, пурпурный) и местами украшены золотом. Всё это создаёт иллюзию яркого цветочного ковра.

#### Стены

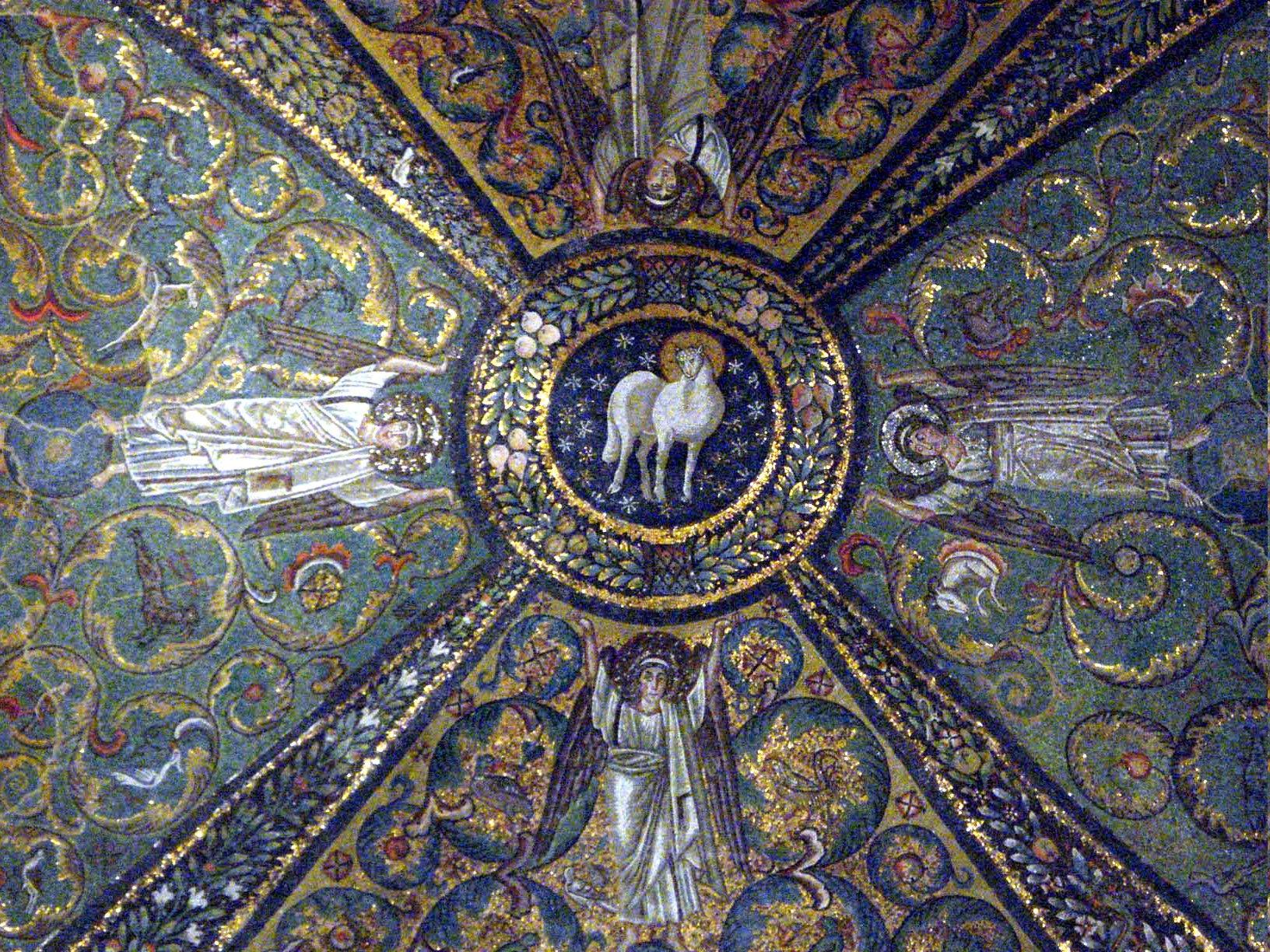
Мозаика свода

- Левая стена

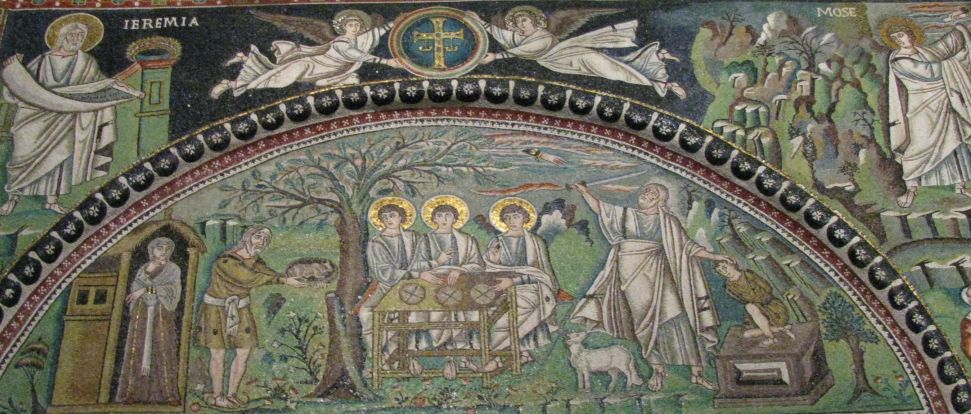
Сцены из жизни Авраама

Мозаики левой стены посвящены событиям из жизни патриарха Авраама: «Гостеприимство Авраама» (или ветхозаветная Троица) и «Жертвоприношение Авраама». В первой композиции три гостя сидят за столом, на котором лежат три хлеба, отмеченные знаком креста; Авраам преподносит заколотого им телёнка, а его жена Сарра наблюдает за этой сценой из хижины. На второй композиции основной акцент перенесён на божественную длань, которая отводит в сторону нож Авраама, занесённый над его сыном Исааком. По сторонам от центральных композиций изображены пророк Иеремия со свитком в руках и Моисей, получающий на Синае Скрижали Завета на глазах двенадцати старейшин Израилевых. Следует отметить высокое мастерство мозаичиста, избежавшего однообразия при изображении трёх сидящих ангелов: их головы слегка наклонены, различны положения их рук и ног. Мозаика также детально показывает листья дерева, под которым сидят ангелы, что позволяет распознать дуб.
- Правая стена

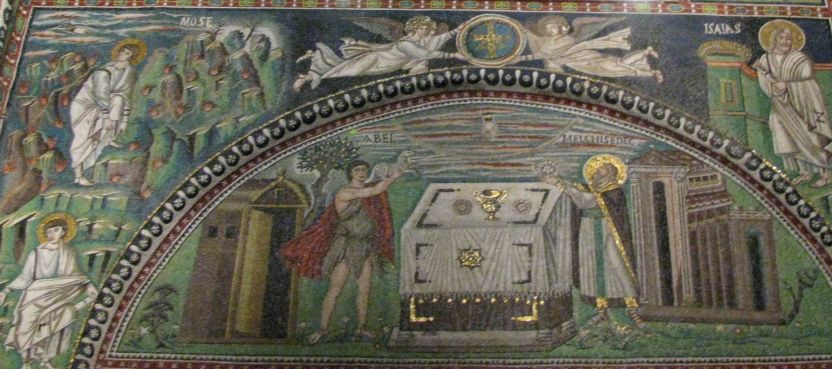
Жертвоприношение Авеля и Мельхиседека

Центр правой стены занимает композиция с изображением жертвоприношений Авеля и Мельхиседека (символический намёк на крестную смерть Христа). Изображение трёх жертвоприношений (Авеля, Мельхиседека и Авраама) на стенах пресвитерия иллюстрирует молитву евхаристического канона римской литургии:

Supra quae propitio ac sereno vultu respicere digneris: et accepta habere, sicuti accepta habere dignatus es munera pueri tui iusti Abel, et sacrificium Patriarcha nostri Abrahae: et quod tibi obtulit summus sacerdos tuus Melchisedech, sanctum sacrificium, immaculatam hostiam.
Перевод
Благоволи воззреть на сие милостиво и благоприятно и приими, как сподобил принять дары отрока Твоего, праведного Авеля и жертву патриарха нашего Авраама, и то, что принёс Тебе первосвященник Твой Мельхиседек, святое жертвоприношение, непорочную жертву

Слева от центральной мозаики помещены две сцены из жизни Моисея: видение им Неопалимой купины на горе Хорив и Моисей среди стада его тестя Иофора. В правой части изображён пророк Исаия (его фигура является парной по отношению к пророку Иеремии на противоположной стене). Эти два ветхозаветных пророка были выбраны потому, что они предсказали воплощение Сына Божьего, его страдания и крестную смерть. Необычно изображена сцена с Неопалимой купиной: огнём объят не только куст, но вся гора.

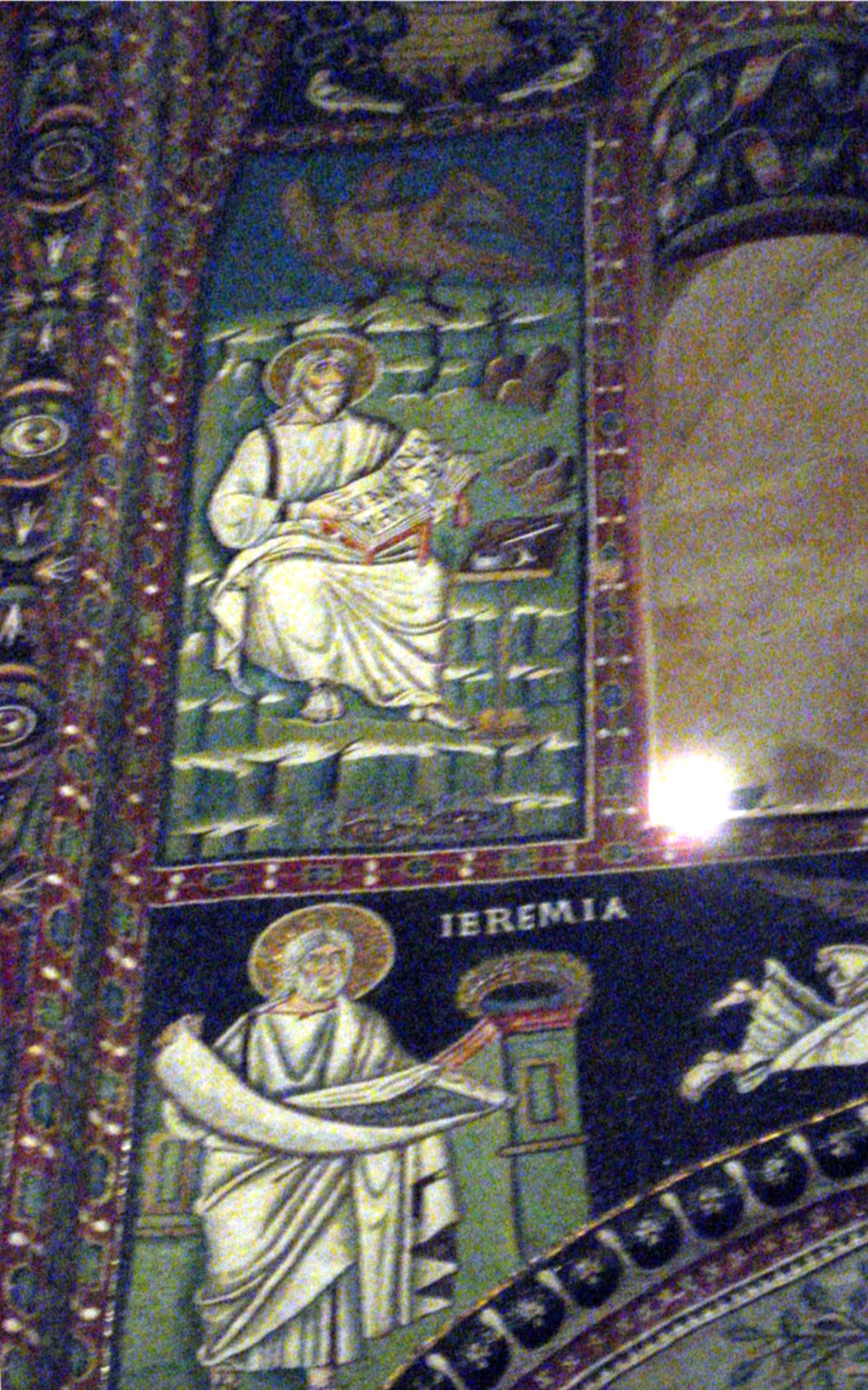
Иеремия и Иоанн Богослов
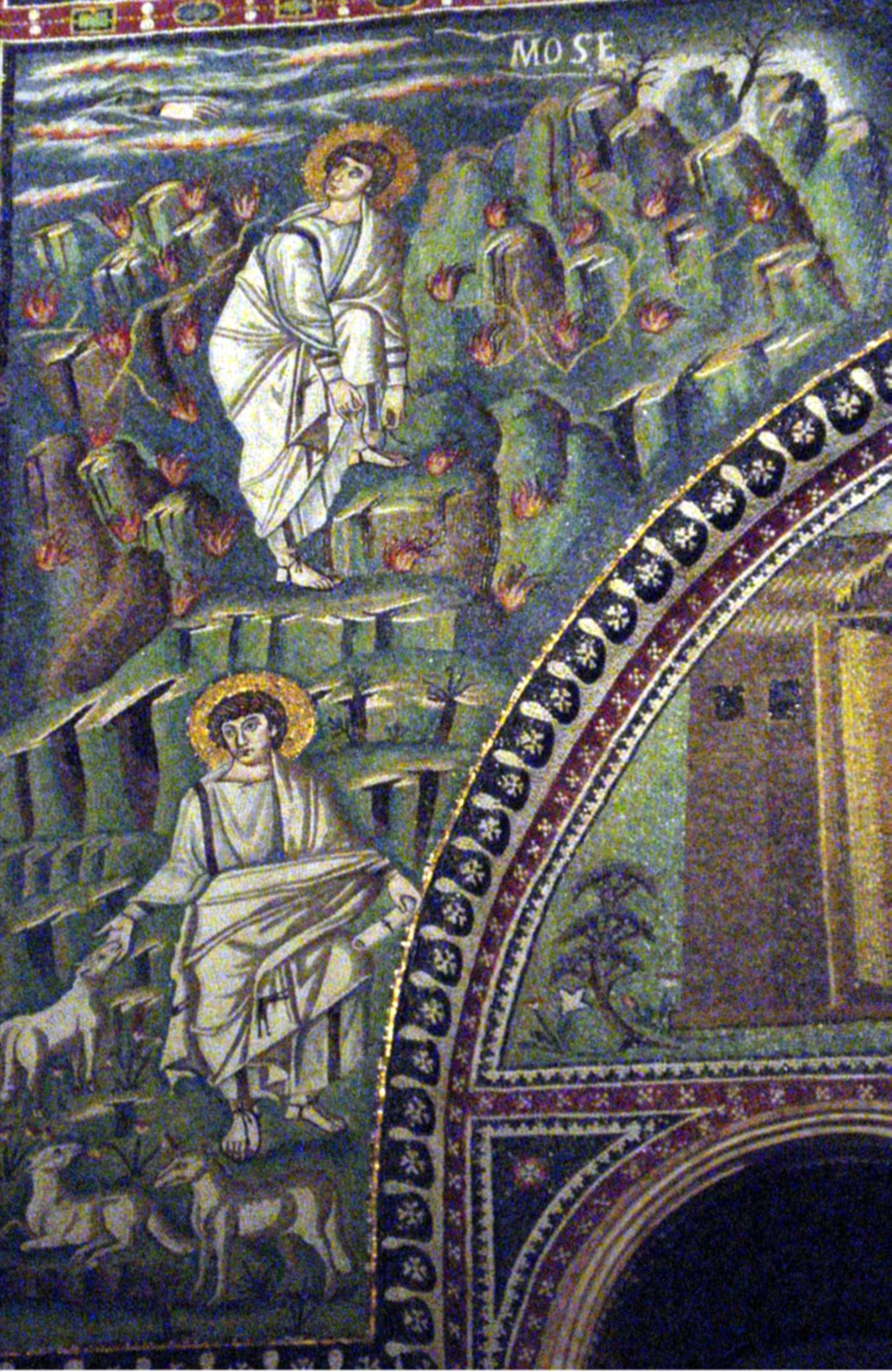
Моисей пасёт стада Иофора и Неопалимая купина
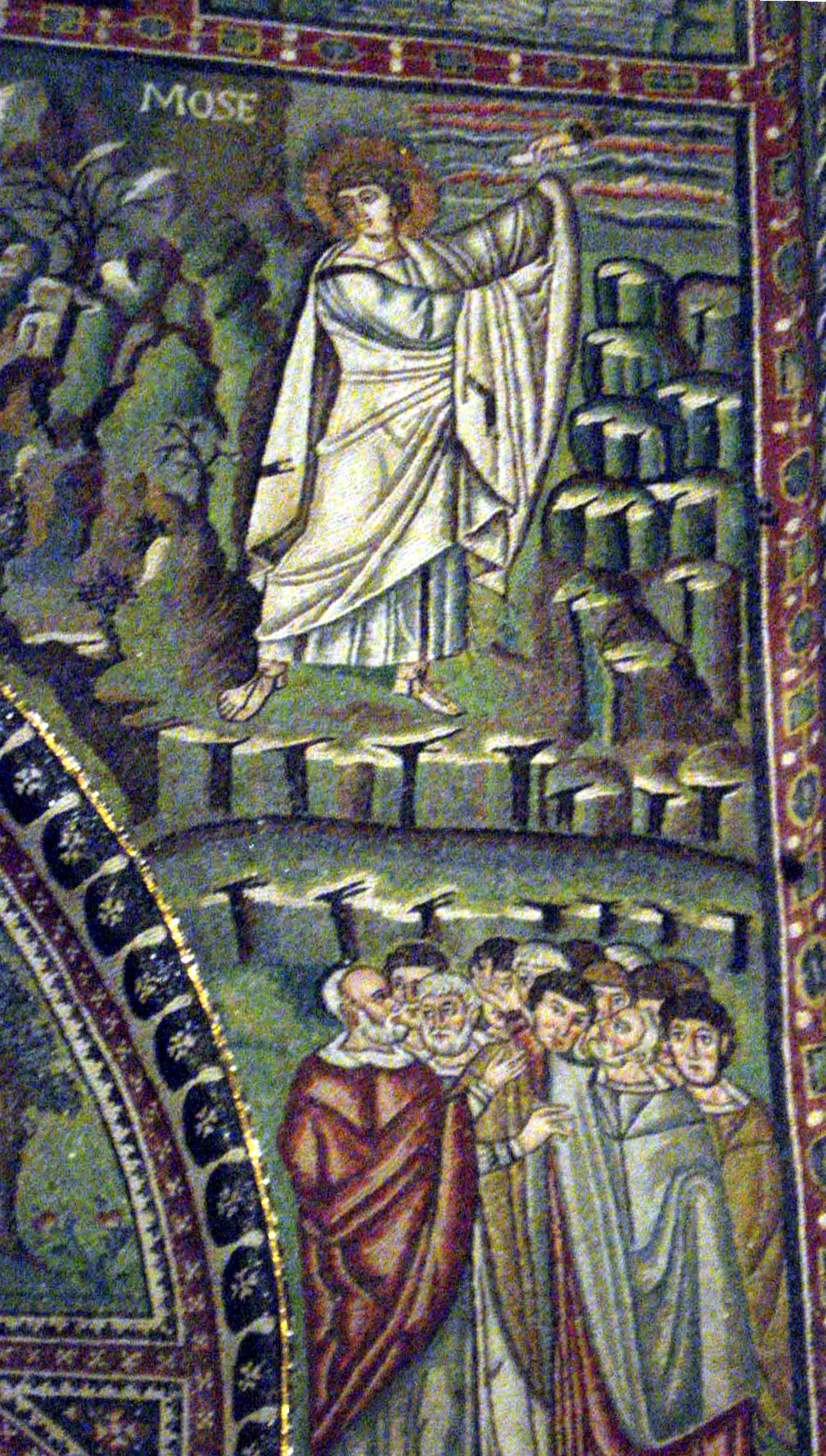
Моисей получает откровение на горе Синай на глазах старейшин Израилевых
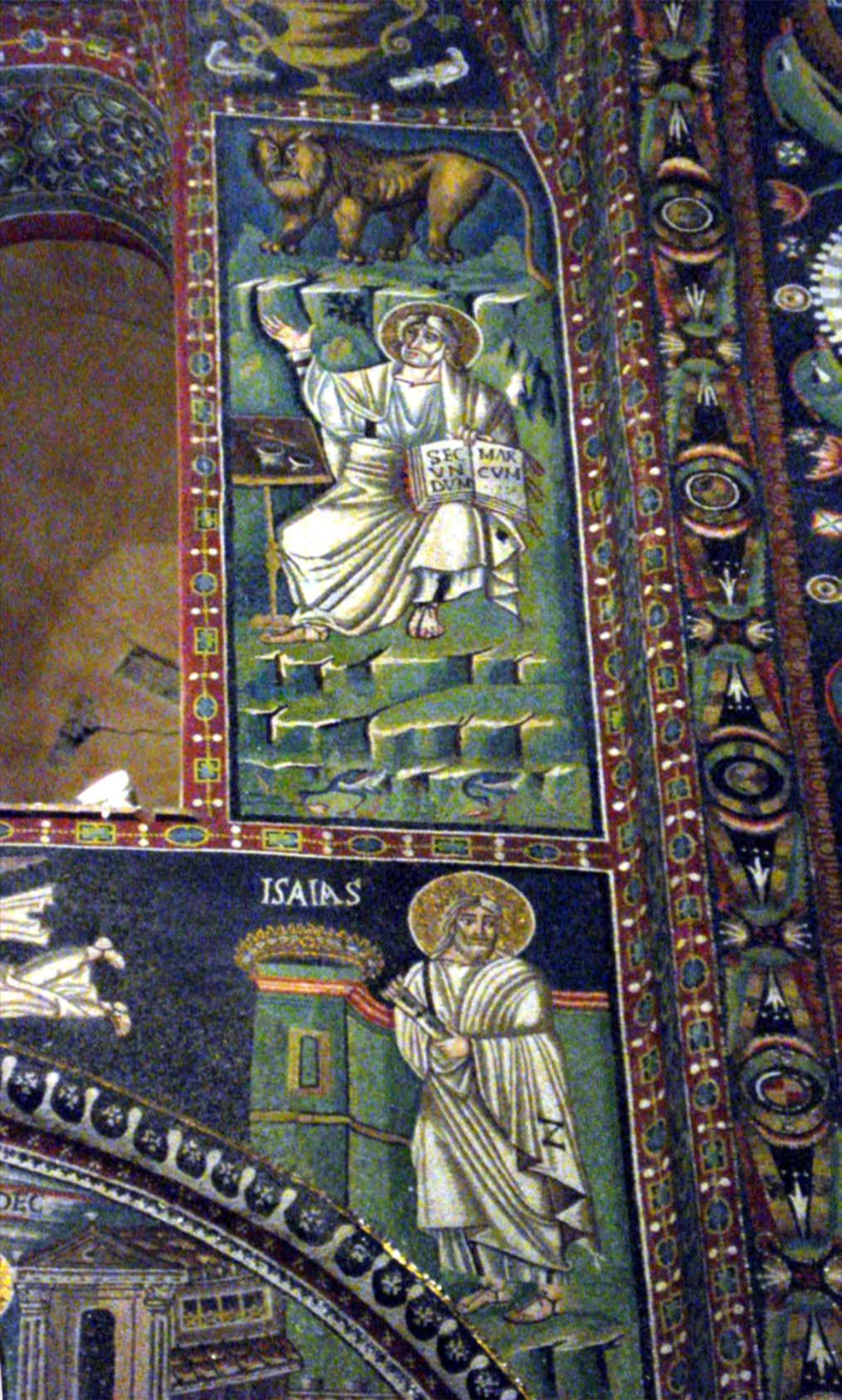
Исайя и Апостол Марк

#### Верхняя галерея и свод

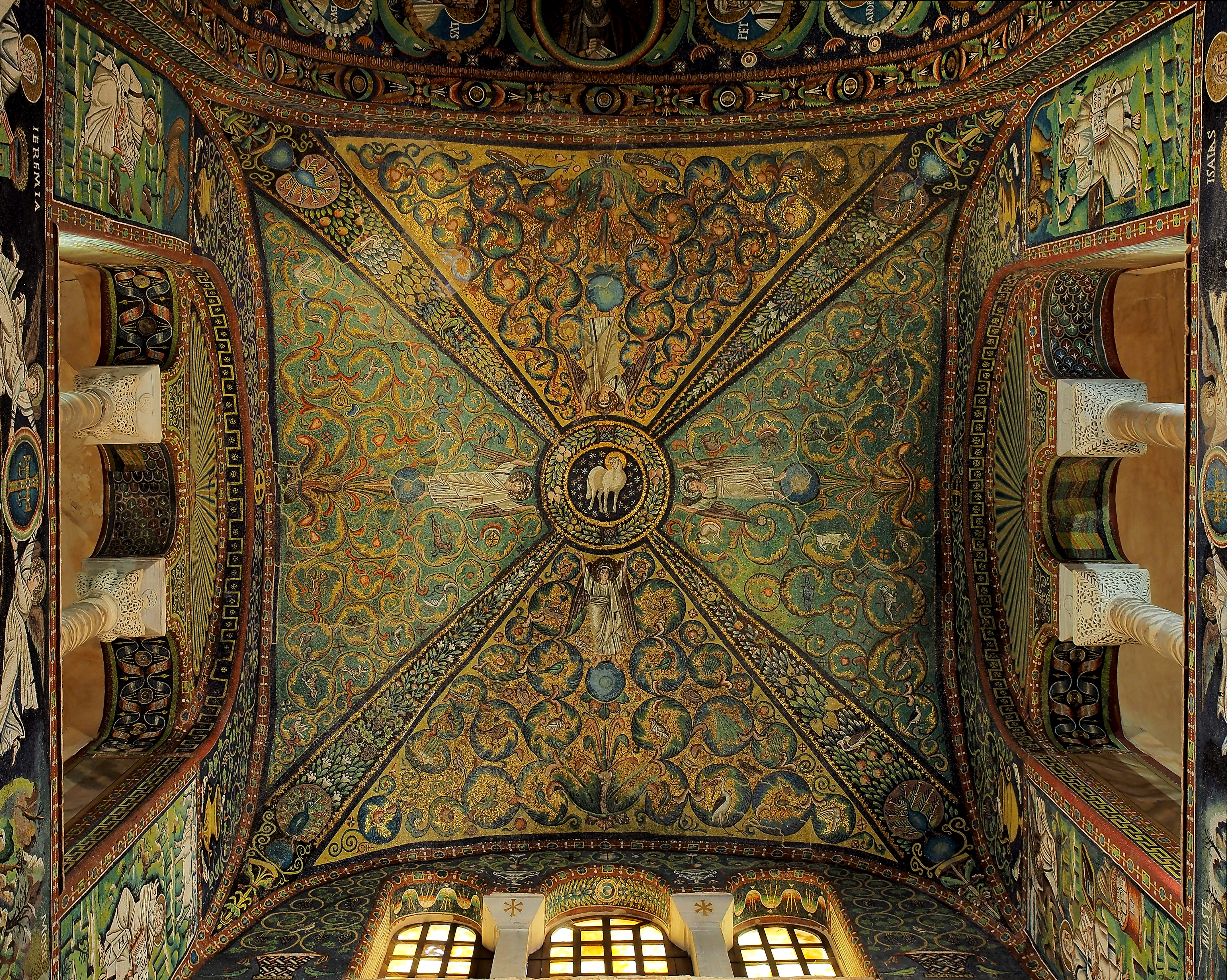
Мозаика свода.

Арочные проёмы верхней галереи украшены изображениями четырёх евангелистов и их символами. Из-под ног евангелистов вытекают ручьи чистой воды, символизирующей благую весть Евангелия; в этой воде купаются птицы и водные звери, в том числе цапля и черепаха. В основание арок помещены вазы, из которых растут виноградные лозы и, переплетаясь, сходятся в замке арки, у креста.
Свод украшен медальоном с изображением апокалипсического Агнца (Откр. 5:12), которого поддерживают четыре ангела в позе Оранта, символизирующие стороны света. Белоснежный агнец, увенчанный нимбом, изображён на фоне звёздного неба; медальон с ним обрамлён венком. Композиция окружена райскими деревьями, растениями, птицами и животными. Божественный Агнец, взявший на себя грехи мира («Agnus Dei, qui tollis peccata mundi» из римской литургии), венчает цикл мозаик пресбитерия, посвящённый жертвам, приносимым людьми Богу.
Рядом с базиликой Сан-Витале расположен Национальный музей Равенны.